# Russell Hitchcock
Russell Charles Hitchcock (Melbourne, 15 giugno 1949) è un musicista e cantante australiano.
Nel 1975, insieme a Graham Russell, ha fondato il gruppo Air Supply in Australia. Il duo ha lavorato assieme per i successivi anni producendo diversi brani e album di successo.
Nel 1988 ha pubblicato il suo primo album solista dal titolo eponimo Russell Hitchcock.